# OpenSimulator
OpenSimulator, frequentemente chamado de OpenSim, é um servidor open source para hospedagem de mundos virtuais similar ao Second Life. OpenSimulator utiliza o libsecondlife para cuidar da comunicação entre o cliente e o servidor, portanto é possível conectar a um servidor OpenSim utilizando o cliente Second Life da Linden Lab. Outros clientes para o Second Life tambés podem ser utilizados uma vez que o Second Life e Opensim utilizam os mesmo protocolos de comunicação.

## Arquitetura
O OpenSimulator pode funcionar de dois modos: individual (standalone) ou grid. No modo standalone, um único processo cuida de todo o simulador. No modo grid, vários aspectos da simulação são separados entre multíplos processos, que podem ser executados em diferentes máquinas.  
O modo standalone é simples de configurar, mas é limitado a um número pequeno de usuários. O modo Grid tem o potencial de ser escalonável conforme o número de usuários cresce.
No modo grid, a estrutura é dividida entre no mínimo cinco servidores:: servidor de usuários, servidor de grid, servidor de ativos, servidor de inventário e o servidor de simulação (ou região)

## Grids públicos
Existem diversos 'grids públicos' disponíveis que requerem registro para serem acessados.
Os grids normalmente contribuem para o projeto OpenSimulator através de testes e participação comunitária. Este multiverso em desenvolvimento normalmente contém conteúdo gerado pelos usuários e podem ser basedos em recursos oferecidos por usuários.